# 安娜·克倫斯基
安娜·克倫斯基（英語：Anna Chlumsky，1980年12月3日—）是一位美國女演員，出生於芝加哥。在1991年演出《小鬼初戀》（My Girl），1994年再演出續集《甜蜜13歲》（My Girl 2）。2002年從芝加哥大學（The University of Chicago）畢業。

## 外部連結
- Anna Chlumsky在互联网电影资料库（IMDb）上的資料（英文）
- Anna Chlumsky在TV.com
- Anna Chlumsky Fan Community
- Where Are They Now? article on Anna Chlumsky